# 존스 다항식
존스 다항식(Jones Polynomial)은 매듭 이론의 목표중 하나인 보다 일반적인 매듭들의 불변량(invariant)를 찾는것을 가능케한다.
본 프레더릭 랜들 존스(Vaughan Frederick Randal Jones)가  표현한 이와같은 불변량으로 매듭의 교차패턴이 변별될수있다.

### 존스 다항식과 알렉산더 다항식
홈플리 다항식으로부터, 다음과 같은 두 다항식을 정의할 수 있다.
- 존스 다항식(영어: Jones polynomial): {\displaystyle V_{L}(q)=P_{L}(q^{-1},q^{1/2}-q^{-1/2})}
- 알렉산더 다항식(영어: Alexander polynomial): {\displaystyle \Delta _{L}(q)=P_{L}(1,q^{1/2}-q^{-1/2})}

## 같이 보기
- 홈플리 다항식
- 알렉산더 다항식
- 불변량

## 참고
- (수학의 파노라마: 피타고라스에서 57차원까지 수학의 역사를 만든 250개의 아이디어, 클리퍼드 픽오버)